# 金膺顯
金膺顯（1927年1月22日—2007年2月1日），字善卿，號如初，韓國知名書法家，書法家金忠顯之弟。擅融行書、草書、隸書於一爐。於晚年遭遇車禍，右手不行，仍然嘗試左手作書。著有作品集《如初金膺顯左手書展》及論文集《東方書範》等。

## 外部連結
- 金膺顯簡介[永久]